# Diplazon punctatus
Diplazon punctatus är en stekelart som beskrevs av Ma, Wang och Wang 1995. Diplazon punctatus ingår i släktet Diplazon och familjen brokparasitsteklar. Inga underarter finns listade i Catalogue of Life.